# Transrapid

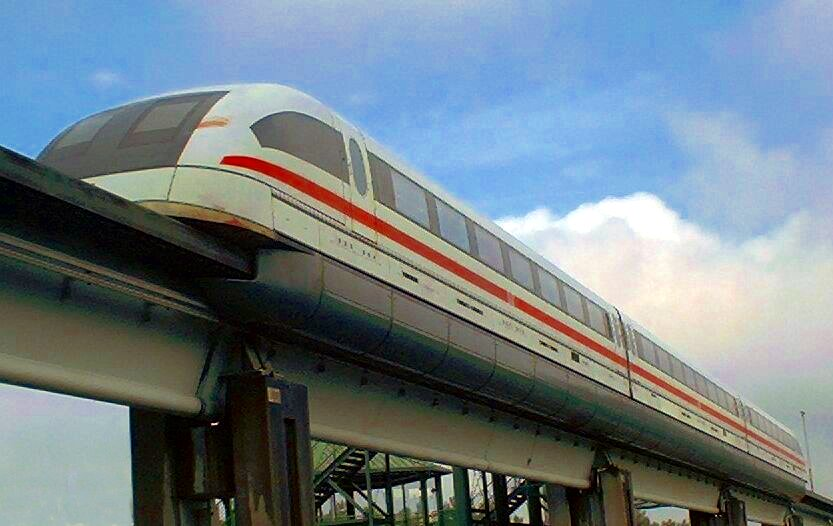
Transrapid na área de teste, perto de Bremen.

Transrapid é um trem de alta velocidade para o transporte público, desenvolvido na Alemanha pela empresa Transrapid International GmbH & Co. KG, operada em conjunto pela Siemens AG e ThyssenKrupp AG entre 1969 e 2011. 
Foi construída uma linha de testes em Emsland que ficou concluída em 1984. Em 2006, um grave acidente com um Transrapid que colidiu com um veículo de manutenção na pista resultou na morte de 23 pessoas.
Em 2011 o projeto foi encerrado.
Tecnicamente o Transrapid é um trem de levitação magnética.